# ウィリアムテル・エクスプレス

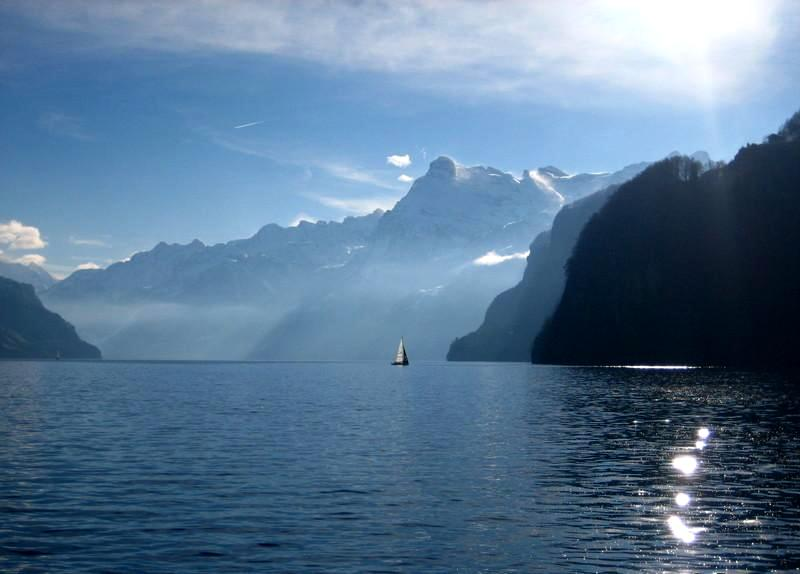
Lake Lucerne

ウィリアムテル・エクスプレス (William Tell Express) は、スイス中央部の主要都市、ルツェルンと、スイス南部の町、ルガーノまたはロカルノの間を湖船と列車で結ぶ現地発着のパッケージである。ルツェルン - ルガーノまたはロカルノ間を、夏期は毎日1本ないし2本、冬期は毎日1本運行している。
スイス建国の父と呼ばれるウィリアム・テルゆかりの地を通るため、その名称が付けられている。ルツェルンからフリューレンまでの区間は、フィアヴァルトシュテッテ湖（ルツェルン湖）の湖船を運行させているSGV社、フリューレンからルガーノまたはロカルノまでの区間はスイス連邦鉄道 (SBB) が受け持っている。
パッケージには蒸気外輪船（またはモーター船）1等の乗船券、船上レストランでのランチ、パノラマ車両の列車・1等乗車券、ウィリアムテル・エクスプレスの資料と記念品が含まれている。湖船・列車ともに全線スイストラベルシステムのパスの有効範囲になるが、追加料金が必要になる。
なお、ゴッタルド・ベーストンネルの開通に伴い、2017年よりウィリアムテル・エクスプレスは
新に誕生したゴッタルド・パノラマ・エクスプレスに引き継がれている。